# Ida May Park
Ida May Park (Los Angeles, Califòrnia, 28 de desembre de 1879 – íd., 13 de juny de 1954) va ser una guionista i directora de cinema nord-americana en l'època del cinema mut, a principis del segle xx. Va escriure el guió per a més de 50 pel·lícules entre els anys 1914 i 1930, i en va dirigir 14 entre 1917 i 1920.

## Carrera inicial
Park va començar a la indústria de l'entreteniment com a actriu teatral quan tenia 15 anys. Durant la seva etapa al teatre va conèixer el seu futur marit, Joseph De Grasse, també actor. Quan Pathé va contractar De Grasse el 1909, Park va ser fitxada com a guionista. Junts van ser contractats per la companyia que aleshores s'anomenava Universal Film Manufacturing Company, i més endavant Universal Studios Ida May Park hi estigué contractada fins a 1919.

## Treball a Universal
El primer guió que va escriure es titulava A Gypsy Romance, que va ser desenvolupat en un guió curt pel director Wallace Reid. Reid també va dirigir el següent guió, he Man Within. Park va començar a treballar amb De Grasse, que va dirigir les següents peces que va escriure.Tots dos van treballar junts en diversos curts i guions al llarg de molts anys. El seu primer projecte conjunt va ser el curt Her Bounty (1914), i el seu primer llargmetratge, Father and The Boys (1915). La majoria dels títols en què van treballar en equip eren per al segell Bluebird d'Universal. Park va fer el seu debut com a directora en solitari el 1917, quan va dirigir The Flashlight, protagonitzada per la millor actriu dramàtica d'Universal, Dorothy Phillips. Va dirigir 13 pel·lícules més, moltes de les quals tractant temàtiques que es consideraven «femenines», en l'època, en què s'havia especialitzat el segell Bluebird i van esdevenir les més taquilleres de la marca. Va continuar a Universal Studios fins al 1919.
| «                                                                                      | "Mentre que la directora Lois Weber estava totalment compromesa amb el cinema com a eina per a la millora moral i hi va dedicar totes les seves energies, Ida May Park era una directora sense cap pretensió artística o educativa. Ho subordinav tot a treure el producte a temps i dins del pressupost, el mateix model d'un funcionari d'estudi modern." | » |
| — L'historiador del cinema Richard Koszarski, a Hollywood Directors, 1914-1940 (1976). | |   |

## Carrera posterior
Sembla que com més corporativa s'anava fent la indústria cinematogràfica, menys dones es contractaven, malgrat la seva experiència. En el context de la recessió econòmica d'aquells anys la feina va minvar per a les dones directores.

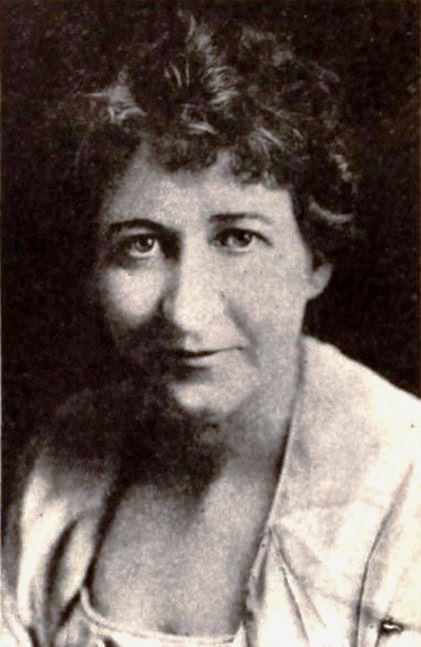
Ida May Park, juny de 1920

Després de deixar Universal, Park va treballar de manera irregular com a autònoma; va dirigir The Butterfly Man (1920), protagonitzada per Lew Cody, seguida de dos llargmetratges independents codirigits amb el seu marit, Bonnie May i The Midlanders (tots dos de 1920). Aquestes van ser les últimes que dirigí Park. De Grasse va continuar dirigint durant uns anys més, i Park va continuar escrivint per a la pantalla. Va escriure dues pel·lícules addicionals abans de deixar la indústria del tot. L'últim llargmetratge va ser The Playthings of Hollywood (1931), per a Willis Kent Productions.
Ida May Park va morir a Los Angeles el 13 de juny de 1954, als 74 anys.

## Filmografia seleccionada
- Her Bounty (1914)
- All for Peggy (1915)
- The Grind (1915)
- The Girl of the Night (1915)
- Steady Company (1915)
- Bound on the Wheel (1915)
- Mountain Justice (1915)
- Alas and Alack (1915)
- A Mother's Atonement (1915)
- Lon of Lone Mountain (1915)
- The Millionaire Paupers (1915)
- Father and the Boys (1915)
- Dolly's Scoop (1916)
- The Grip of Jealousy (1916)
- Tangled Hearts (1916)
- The Gilded Spider (1916)
- Bobbie of the Ballet (1916)
- The Grasp of Greed (1916)
- If My Country Should Call (1916)
- The Place Beyond the Winds (1916)
- The Price of Silence (1916)
- The Piper's Price (1917)
- Bondage (1917)
- Hell Morgan's Girl (1917)
- The Girl in the Checkered Coat (1917)
- The Flashlight (1917), also directed
- Fires of Rebellion (1917), also directed
- The Rescue (1917), also directed
- The Model's Confession (1918), also directed
- Broadway Love (1918), also directed
- Bread (1918), also directed
- The Grand Passion (1918), also directed
- The Vanity Pool (1918), also directed
- Bonnie May (1920), co-directed only
- The Midlanders (1920), also directed
- The Butterfly Man (1920)
- The Hidden Way (1926)
- Playthings of Hollywood (1930)